# Wet van 1877 op de geheime stemming
De wet van 9 juli 1877 op de geheime stemming en de electorale fraude of de wet-Malou bracht een belangrijke electorale hervorming voor de verkiezingen in België.
Aan het kiesstelsel in België wijzigde echter niets: het meerderheidsstelsel met cijnskiesrecht bleef gelden.

## Totstandkoming
De Britse Ballot Act 1872 (en) inspireerde minister Jules Malou (in de katholieke regering-De Theux-Malou) om in België kiesrechthervormingen door te voeren. De bestaande kieswetten van 1867 en 1869 brachten immers niet de gewenste resultaten. Malou, die eerder al het Kieswetboek van 1872 opstelde, was ook bij deze kieswetgeving de initiatiefnemer, ondanks dat hij minister van Financiën en niet van Binnenlandse Zaken was.

## Hervormingen

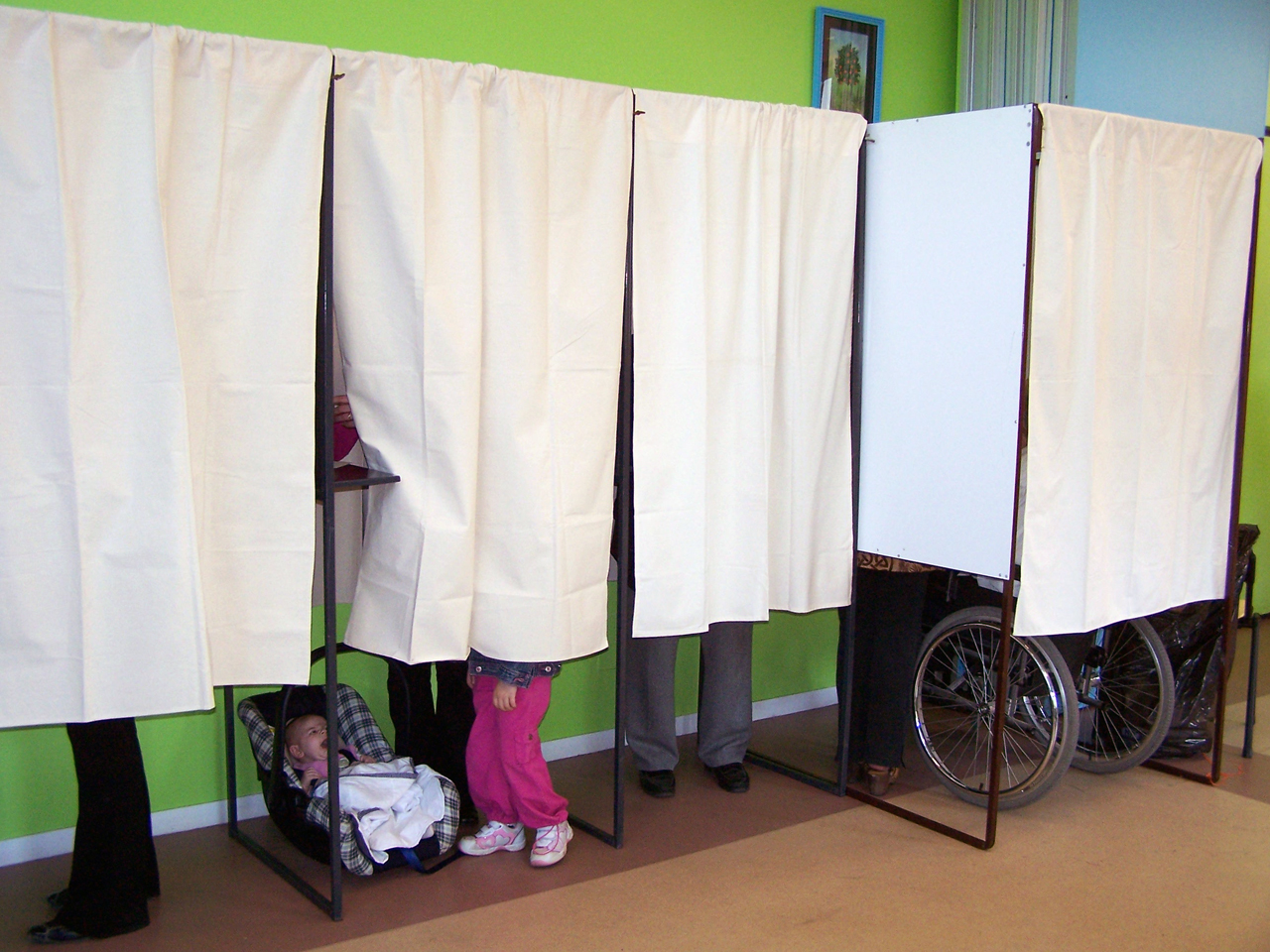
Voortaan diende in een stemhokje te worden gestemd

- Voortaan was er één uniek stembiljet voor alle kiezers met lijsten van vooraf aangemelde kandidaten, in alfabetische volgorde. Tot dan toe moest de kiezer zelf de naam van de kandidaat van zijn voorkeur opschrijven.
- De lijststem werd mogelijk gemaakt, onderscheiden van een naamstem
- invoering van het stemhokje

De modelstembrief bevatte (voor de wetgevende verkiezingen)
-  Een linkse kolom in het blauw voor de liberalen
-  Een rechtse kolom in het karmijnrood voor de katholieken
-  Alle andere kandidaten, desgevallend, in het midden, met zwarte inkt

### Kleurkeuze
Het gebruik van kleuren werd pas laat toegevoegd aan het wetsontwerp bij amendement van de regering. Initieel was rood voorzien voor de liberalen, zwart voor katholieken en geel voor onafhankelijken. Rood werd echter niet opportuun geacht wegens het gebruik ervan tijdens de Terreur in Frankrijk. De uiteindelijke kleuren blauw en karmijnrood werden gekozen omdat ze geen politieke symboliek hadden.
Kleurgebruik op stembiljetten werd nergens in Europa toegepast en stootte op kritiek van de liberale volksvertegenwoordigers Henri Bockstael, Ernest Allard en Henri Bergé. Bockstael vreesde een "kleurenoorlog" zoals de Britse Rozenoorlogen.
Het gebruik van kleuren zou later worden afgeschaft.

### Tweede stemronde
Het geldende meerderheidsstelsel werkte met een tweerondensysteem. De tweede ronde (ballotage) vond op dezelfde dag plaats, maar dit diende vanaf nu noodzakelijkerwijze op een latere dag (een week later) plaats te vinden (art. 43).

## Inhoudstafel
De wet is opgedeeld als volgt:
- Titel 1 - Bepalingen specifiek aan de wetgevende verkiezingen
  - Hoofdstuk 1 - Kandidaturen
  - Hoofdstuk 2 - Stembiljetten en bijeenroepingen
  - Hoofdstuk 3 - De kiesverrichtingen
- Titel 2 - Bepalingen gemeenschappelijk voor de drie kiesniveaus (wetgevende kamers, provincieraden, gemeenteraden)
- Titel 3 - Algemene of overgangsbepalingen

## Gevolg
De eerstvolgende wetgevende verkiezingen (de wetgevende verkiezingen van 11 juni 1878) waren een grote overwinning voor de liberalen. Bepaalde kiezers waren immers bevrijd van de druk om op de katholieken te stemmen. De katholieke regering, die de wet had ingevoerd, trad af.